# 新格里戈里夫卡 (韋謝利諾韋區)
47°19′26″N 31°10′50″E / 47.32389°N 31.18056°E
新格里戈里夫卡（烏克蘭語：Новогригорівка），是烏克蘭南部的村莊，隸屬尼古拉耶夫州的沃茲涅先斯克區。該村始建於1946年，面積0.39平方公里，海拔高度76米，2001年人口56，人口密度每平方公里143.6人。